# Dasypogon
Dasypogon es un género  de plantas con flores perteneciente a la familia Dasypogonaceae.  Comprende 4 especies descritas y de estas, solo 3 aceptadas.

## Taxonomía
El género fue descrito por Robert Brown  y publicado en Prodromus Florae Novae Hollandiae 263. 1810. La especie tipo es: Dasypogon bromeliifolius

## Especies aceptadas
A continuación se brinda un listado de las especies del género Dasypogon aceptadas hasta mayo de 2013, ordenadas alfabéticamente. Para cada una se indica el nombre binomial seguido del autor, abreviado según las convenciones y usos.
- Dasypogon bromeliifolius
- Dasypogon hookeri
- Dasypogon obliquifolius